# Melitaea ornata
Melitaea ornata — вид денних метеликів родини сонцевиків (Nymphalidae).

## Таксономія
Тривалий час Melitaea ornata вважався синонімом Melitaea phoebe. Лише генетичні та морфологічні дослідження (Wahlberg, Zimmermann, 2000; Russell et al., 2007; Leneveu et al., 2009) показали видову самостійність.

## Поширення
Ареал Melitaea ornata обмежений Понто-Східносередземноморським регіоном. Вид зареєстрований в Угорщині, на Балканах, Сицилії, у Туреччині, Ізраїлі, Ірані, на Кавказі та півдні Росії.

## Опис
Метелик ззовні ідентичний з рябцем Феба (Melitaea phoebe). У двох видів відрізняються лише гусениці четвертого віку: личинки М. phoebe мають чорну головну капсулу, а личинки M. ornata мають цегляно-червону головну капсулу (Russell et al., 2007).

## Спосіб життя
Самиця відкладає яйця яскраво-жовтого кольору на нижню поверхню листя кормових рослин групами по 40-70 штук. Яйця розвиваються протягом п'яти днів. У гусениць з першого по третій вік голова чорного кольору. Забарвлення голови гусениць починаючи з четвертого віку варіює від світло-коричневої до чорної. Гусениці з п'ятого віку характеризуються головою червоно-коричневого кольору. Зимує доросла гусениця. Стадія лялечки триває 7-8 днів. Довжина лялечки 15-16 мм.